# Arnaud Bonnet
Pour les articles homonymes, voir Bonnet.
Arnaud Bonnet, né le 23 février 1977 à Argenteuil (Val-d'Oise), est un enseignant, militant d’Europe Écologie Les Verts et homme politique français. Il est élu député en juillet 2024.

## Biographie
Fils d'enseignants et originaire d'Argenteuil, Arnaud Bonnet est lui-même professeur certifié de sciences de la vie et de la Terre en collège. Il travaille au sein de l'académie de Créteil à Ivry-sur-Seine puis à Pontault-Combault.
Il s'engage en politique en 2019 et rejoint Europe Écologie Les Verts. L'année suivante, il devient responsable de la commission « enfance, éducation et formation » du parti.
Lors des élections législatives de 2022, Arnaud Bonnet porte les couleurs de la Nouvelle Union populaire écologique et sociale (NUPES) dans la 8e circonscription de Seine-et-Marne. Il est battu au second tour de quatre voix par le candidat Renaissance Hadrien Ghomi. Cet écart est ramené à une voix par le Conseil constitutionnel.
Arnaud Bonnet est à nouveau candidat lors des élections législatives de 2024, suivant la dissolution de l'Assemblée nationale. Il reçoit l'investiture du Nouveau Front populaire et arrive en tête du premier tour avec 36,29 % des suffrages, devant Hadrien Ghomi (33,03 %) et Manon Mourgères du RN (27,97 %). Dans le cadre d'une triangulaire, il est élu député au second tour avec 39,28 % des voix, devant le député sortant (33,79 %) et la candidate RN (26,93 %). Il compte travailler à l’Assemblée nationale en particulier sur tous les domaines de l’enfance, dont l’Éducation nationale, ainsi que les sujets de démocratie citoyenne et d’éthique politique.

## Synthèse des résultats électoraux
| Année | Parti    | Parti        | Circonscription      | 1er tour | 1er tour | 1er tour | 2d tour | 2d tour | 2d tour |
| Année | Parti    | Parti        | Circonscription      | Voix     | %        | Rang     | Voix    | %       | Issue   |
| ----- | -------- | ------------ | -------------------- | -------- | -------- | -------- | ------- | ------- | ------- |
| 2022  |          | EÉLV (NUPES) | 8e de Seine-et-Marne | 13 044   | 32,46    | 1er      | 19 319  | 49,99   | Battu   |
| 2024  | LÉ (NFP) | 22 663       | 8e de Seine-et-Marne | 36,29    | 1er      | 24 892   | 39,28   | Élu     |         |